# Surtido de ibéricos
Surtido de ibéricos fue un programa de radio español de humor, que se emite los viernes a las 13.00 en Melodía FM y los sábados a la 1.00 en Onda Cero. Es presentado y dirigido por Carlos Latre. Se estrenó el 7 de diciembre de 2018 y finalizó el 28 de junio de 2019.

## Contenido
Se trata de un programa que resume con humor las noticias de actualidad con los mejores cómicos del país capitaneados por Carlos Latre.

## Temporadas
| Temporada | Temporada | Episodios | Episodios | Emisión original       | Emisión original    |
| Temporada | Temporada | Episodios | Episodios | Primera emisión        | Última emisión      |
| --------- | --------- | --------- | --------- | ---------------------- | ------------------- |
|           | 1         | 30        | 30        | 7 de diciembre de 2018 | 28 de junio de 2019 |

## Equipo del programa
- Presentador: Carlos Latre
- Colaboradores:
  - El Monaguillo
  - La Terremoto de Alcorcón
  - Leo Harlem
  - Leonor Lavado
  - Goyo Jiménez
  - Miguel Lago
  - Xavier Deltell
  - David Fernández
- Producción Ejecutiva Ertal Producciones: Carlos Latre y Yolanda Marcos
- Dirección: Carlos Latre y Javier Giménez
- Dirección de Producción y coordinación talents: Clara Grabulosa
- Producción: Samira Alert
- Coordinación de Guion: Javier Giménez
- Guion
  - Jordi Graví
  - Irene García
  - Lorenzo Gallardo
- Realizador: Nacho García
- Montador Musical: Edu del Val
- Comunicación digital y Community Manager: Niki Navarro
- Edición y postproducción: Albert García Freixas